# سيدني غولدمان
سيدني غولدمان (بالإنجليزية: Charles Sydney Goldman)‏ هو صحفي ومؤلف وسياسي بريطاني (وحمل سابقاً جنسية المملكة المتحدة لبريطانيا العظمى وأيرلندا)، ولد في 28 أبريل 1868 في مستعمرة كيب، وتوفي في 7 أبريل 1958. حزبياً، نشط في حزب المحافظين. في الانتخابات العمومية البريطانية في يناير 1910 ‏، انتخب عضو برلمان المملكة المتحدة الـ29 عن دائرة Penryn and Falmouth (UK Parliament constituency) ‏ (15 يناير 1910 – 28 نوفمبر 1910) وفي الانتخابات العمومية البريطانية في ديسمبر 1910 ‏، انتخب عضو برلمان المملكة المتحدة الـ30 عن دائرة Penryn and Falmouth (UK Parliament constituency) ‏ (3 ديسمبر 1910 – 25 نوفمبر 1918).